# Lenguas chámicas
Las lenguas chámicas son lenguas austronesias del grupo malayo-sumbawano que proceden del reino de Champa, situado en el actual Vietnam meridional, que existió entre los siglos V al VIII d. C. y que fue derribado por los vietnamitas y los jemeres. 
Son 10 lenguas habladas especialmente en Vietnam y Camboya, también en Tailandia y Hainan (China).  

## Clasificación
- Chámico costero: La más hablada es la lengua cham (del pueblo cham) con 320.000 hablantes.
- Chámico de meseta: El idioma jarai tiene unos 330.000 hablantes.
- Tsat: En la isla Hainan (China)

- Datos: Q2997506
- Multimedia: Chamic languages / Q2997506